# Un largo camino (álbum de JAF)
Un largo camino es el octavo álbum solista del músico argentino JAF, editado en 2003.

## Historia
Es el segundo álbum de su carrera que edita de manera independiente, a través de su sello “Pistas Candentes”.
El disco consta de catorce temas, de los cuales trece fueron compuestos, letra y música, por JAF.
Fue registrado en los estudios La Nave de Oseberg bajo su propia dirección artística y ejecutiva.

## Portada
La tapa del álbum muestra una foto en blanco y negro del artista frente a un árbol, sosteniendo una guitarra.

## Lista de canciones
Todas las canciones compuestas por JAF salvo indicación contraria.

| N.º | Título                                         | Duración |  |
| 1.  | «Dale gas (A la máquina)»                      |          |  |
| 2.  | «Amantes furtivos»                             |          |  |
| 3.  | «Mi mundo a tus pies»                          |          |  |
| 4.  | «Solo vivo cuando estás en mí»                 |          |  |
| 5.  | «Fuga de cerebros»                             |          |  |
| 6.  | «Mi última ilusión»                            |          |  |
| 7.  | «Cuando los santos vienen marchando (anónimo)» |          |  |
| 8.  | «Mi voz y mi canción»                          |          |  |
| 9.  | «Naves»                                        |          |  |
| 10. | «Un largo camino»                              |          |  |
| 11. | «Hasta el lugar en donde estés»                |          |  |
| 12. | «Pastelito de miel»                            |          |  |
| 13. | «Otro día más sin vos»                         |          |  |
| 14. | «Tempestades de placer»                        |          |  |

## Créditos
- JAF: guitarras, voz
- Jorge Luis Cimino: batería
- German Wintter: bajo
- Daniela Lopez y Mariana Sosa: coros
- Virginia Ferreyra: trompetita